# Rezerwat przyrody Kanał Kwiatowy
Rezerwat przyrody „Kanał Kwiatowy” – florystyczny rezerwat przyrody o powierzchni 3,126 ha, w województwie zachodniopomorskim, na terenie gminy Kołbaskowo w powiecie polickim oraz gminy Gryfino w powiecie gryfińskim, po północnej stronie autostrady A6, 0,75 km na południowy wschód od Siadła Dolnego i 2 km na południowy zachód od rezerwatu przyrody „Kurowskie Błota”. Został utworzony ma mocy zarządzenia Ministra Leśnictwa i Przemysłu Drzewnego z dnia 10 listopada 1976.
Jest położony w północno-zachodniej części Parku Krajobrazowego Dolina Dolnej Odry oraz w granicach dwóch obszarów Natura 2000: specjalnego obszaru ochrony siedlisk „Dolna Odra” PLH320037 i obszaru specjalnej ochrony ptaków „Dolina Dolnej Odry” PLB320003. 
Rezerwat utworzony na części jednego ze starorzeczy Odry, w celu ochrony rzadkich gatunków roślin wodnych i bagiennych: salwinia pływająca (Salvinia natans), grzybieńczyk wodny (Nymphoides peltata), arcydzięgiel litwor nadbrzeżny (Angelica archangelica ssp. litoralis), grzybienie białe (Nymphaea alba), osoka aloesowata (Stratiotetum aloides). Ze świata zwierząt występuje tu gąbka słodkowodna.
Na mocy planu ochrony ustanowionego w 2007 roku, obszar rezerwatu objęty jest ochroną czynną. Nadzór nad rezerwatem sprawuje Regionalny Konserwator Przyrody w Szczecinie.